# گبولتسکیرشن
گبولتسکیرشن (به آلمانی: Geboltskirchen) یک منطقهٔ مسکونی در اتریش است که در ناحیه گرایسکیرچن واقع شده‌است. گبولتسکیرشن ۱۷٫۳ کیلومتر مربع مساحت دارد ۵۵۵ متر بالاتر از سطح دریا واقع شده‌است.